# Хамдан ібн Мохаммед Аль Мактум
Хамдан ібн Мохаммед Аль Мактум (араб. حمدان بن محمد بن راشد آل مكتوم), (народився 13 листопада 1982) — член королівської родини емірату Дубай, син Мохаммеда ібн Рашида аль-Мактума, наслідний принц Дубая з 1 лютого 2008 року.

## Біографія
Хамдан ібн Мохаммед Аль Мактум є одним з тринадцяти дітей Мохаммеда ібн Рашида аль-Мактума від його першої дружини Хінд бинт Мактум бін Юма-аль-Мактум і його другим сином після Рашида аль Мактума. Своє дитинство та виховання описував таким чином:
| Мій батько, Його Високість шейх Мохаммед бін Рашид Аль-Мактум, — мій наставник у житті. Я завжди продовжую в нього вчитися, і його досвід допомагає мені у вирішенні багатьох стратегічних питань. Моя мати, шейха Хінд, — істинний зразок люблячої та турботливої матері. Вона виростила мене в атмосфері абсолютної любові та прихильності й досі підтримує мене, незважаючи на те, що я вже дорослий. Я ніколи не забуду глибоку відданість та доброту моєї матері. Я відчуваю до неї величезну повагу та вважаю, що будь-яке суспільство, де не цінують матерів, є безчесним і нічого не вартим. Оригінальний текст (англ.) My father, His Highness Sheikh Mohammed Bin Rashid Al Maktoum, is my tutor in life. I continue to learn from him. I take on his views as guiding stars regarding many strategic issues. My mother Sheikha Hind-a true icon of a loving and caring mother-brought me up, as a youngster, surrounded by all her love and affection. She still supports in my adulthood in every possible way. I can never forget my mother's deep devotion and kindness. I have great respect for her. I consider any society that does not value mothers worthless and dishonorable. |

### Освіта
Почав своє навчання у приватній школі імені Шейха Рашида, потім вступив на факультет адміністративного управління Дубайської урядової школи. Потім продовжив навчання у Великій Британії в Королівській військовій академії в Сандгерсті, там само проходили навчання спадкоємці британського трону Гаррі та Вільям. Після чого закінчив Лондонську школу економіки. У своєму інтерв'ю журналу Vision він зазначив, що навчання в Сандгерсті виробило в ньому самодисципліну, відповідальність, цілеспрямованість та вміння працювати в команді.

### Кар'єра та політична діяльність
У вересні 2006 року Хамдан ібн Мохаммед призначений головою Виконавчої ради міста Дубай. 1 лютого 2008 у віці 25 років склав присягу як наслідний принц після зречення старшого брата Рашида ібн Мохаммеда. Ставши новим наслідним принцом, був призначений на ряд ключових посад, таких як глава хедж-фонду HN Capital LLP і президент нового університету, названого його ім'ям. Також зайняв пости керівника Ліги підтримки молодих підприємців, Комітету зі спорту емірату Дубай та Дубайського центру дослідження аутизму. Під його патронажем перебуває Дубайський марафон. Входив до складу делегації з Дубая на презентації Експо-2020, зрештою його рідне місто отримало право на проведення цього заходу.
Журнал Forbes 2011 року оцінив статок спадкоємця Дубая у 18 мільярдів доларів.

## Захоплення
Принц Хамдан веде активний спосіб життя, список його захоплень величезний — стрибки з парашутом, дайвінг, рибальство, соколине полювання, сноубординг, велоспорт та багато іншого. У вільний час пише вірші під псевдонімом  Fazza (فزاع), які присвячує в тому числі своїй Батьківщині та родині. Серед домашніх вихованців Хамдана є такі екзотичні тварини, як білі тигри та леви. Особлива пристрасть принца — породисті коні та кінні види спорту. На рахунку Його Високості є кілька нагород престижних змагань, серед яких золота медаль Всесвітніх Кінних Ігор, що проходили у Франції 2014 року. Сам принц вказував, що народився в родині, де обожнюють коней, їзда верхи надає йому відчуття свободи. Крім того, у шейха є кілька верблюдів, на одного з яких він витратив майже три мільйони доларів, дорогі автомобілі та власна яхта.
Багато часу приділяє благодійності, надаючи допомогу людям з інвалідністю та хворим дітям, закуповуючи медичне обладнання. 
Користувачі мережі деколи порівнюють дубайського принца з диснеївським Аладдіном, героєм казок «тисяча і одна ніч». Також помічають його схожість з актором Еріком Бана.

## Особисте життя
Принц Хамдан не має дружини та дітей. У всіляких світських хроніках нерідко фігурує як один із найзавидніших холостяків планети, при цьому до його достойностей зараховують не лише нечуване багатство, але також гарну освіту та зовнішні дані. Оскільки принц Хамдан є членом королівської родини, багато аспектів його приватного життя залишаються недоступними для широкої публіки. Однак влітку 2014-го просочилася інформація про його можливе весілля з біженкою з Палестини Каліл Саїд. Молоді люди познайомилися на одному з благодійних заходів. Батько Хамдана спочатку був незадоволений вибором сина, але потім благословив молодят.

## Титули, звання
- Шейх (з народження і по нині);
- Його Високоповажність (з 4 січня 2006 по 1 лютого 2008);
- Його Високість (з 1 лютого 2008 і по теперішній час).